# Porcellium productum
Porcellium productum là một loài chân đều trong họ Trachelipodidae. Loài này được Frankenberger miêu tả khoa học năm 1960.